# S/2004 S 3
S/2004 S 3 este desemnarea provizorie a unui obiect văzut orbitând în jurul lui Saturn chiar dincolo de marginea exterioară a inelului F pe 21 iunie 2004. A fost descoperit de către echipa Cassini Imaging Science Arhivat în 20 mai 2011, la Wayback Machine. în imagini făcute de sonda Cassini-Huygens pe 21 iunie 2004  și anunțate pe 9 septembrie 2004. 

Secvență animată de imagini de descoperire ale lui S/2004 S 3 făcute de Cassini pe 21 iunie 2004

În ciuda încercărilor ulterioare de a-l recupera, de atunci nu a fost văzut în mod sigur. În special, o secvență imagistică care acoperă o întreagă perioadă orbitală la o rezoluție de 4 km făcută pe 15 noiembrie 2004 nu a reușit să recupereze obiectul. Secvența ar fi trebuit să fie capabilă să detecteze cu ușurință un satelit de dimensiuni similare, sugerând că este pur și simplu o aglomerare tranzitorie. S-ar putea face o legătură aproximativă între S/2004 S 3 și S/2004 S 4 și potrivită cu alte două aglomerări detectate la alte date, dar având în vedere nedetectarea sa în noiembrie, relația lor este probabil o coincidență. 
Un alt obiect, S/2004 S 4, a fost văzut în apropiere 5 ore mai târziu, dar de data aceasta aproape de marginea interioară a Inelului F. Din cauza localizării diferite cel de-al doilea obiect a primit o nouă denumire, deși interpretarea lor ca un singur obiect pe o orbită ce traversează inelul F este, de asemenea, posibilă.  Un astfel de obiect ar putea, de asemenea, să orbiteze cu o înclinație ușor diferită față de inelul F, astfel încât să nu treacă prin materialul inelului, în ciuda faptului că este văzut atât radial în interior, cât și în exterior.
Dacă este un obiect solid până la urmă, S/2004 S 3 ar avea 3–5 km în diametru în funcție de luminozitate și ar putea fi un satelit păstor pentru marginea exterioară a inelului F al lui Saturn.